# Werusin
Werusin (biał. Верусіно; ros. Верусино) – wieś na Białorusi, w obwodzie grodzieńskim, w rejonie wołkowyskim, w sielsowiecie Podorosk, przy drodze republikańskiej P44.
W dwudziestoleciu międzywojennym był to folwark należący do Ottona Bochwica (właściciela również dóbr podoroskich). Leżał on w Polsce, w województwie białostockim, w powiecie wołkowyskim, w gminie Podorosk. W Werusinie znajdowała się wówczas gorzelnia. W 1927 na podstawie ustaw wprowadzających w Polsce reformę rolną, 250 ha ziemi z dóbr Podorosk i Werusin zostało przez rząd RP przymusowo wykupionych i następnie rozparcelowanych.
W 1939 Otton Bochwic został aresztowany przez NKWD i przewieziony do Mińska, gdzie słuch o nim zaginął. Najprawdopodobniej został zamordowany przez Sowietów pod koniec 1939 lub na początku 1940.